# Albert Bandura
Albert Bandura (ur. 4 grudnia 1925 w Mundare w Albercie, zm. 26 lipca 2021 w Stanford) – kanadyjsko-amerykański psycholog. Twórca teorii społecznego uczenia się.
Kształcił się na Uniwersytecie Kolumbii Brytyjskiej i University of Iowa. 
Bandura wystąpił z krytyką klasycznego behawioryzmu uznając, iż zbyt wąsko widzi uczenie się. Jego teoria społecznego uczenia się ma na celu ułatwienie badań nieobserwowalnych aspektów uczenia się ludzi, takich jak myślenie i poznanie. Bandura pochodził z rodziny polsko-ukraińskich emigrantów.